# 追忆桥
追忆桥（英語：Bridge of Remembrance）是新西兰基督城的一处战争纪念建筑，以纪念新西兰在一战、二战中的阵亡者。该建筑位于卡舍尔街桥（Cashel Street Bridge）的东端，由基督城市议会拥有。1977年澳新军团日以来，该桥仅允许行人通行。追忆桥在2011年基督城地震中受到重创，经过修复与加固后，于2016年的澳新军团日重新开放。

## 历史
追忆桥最早只是雅芳河上的一座小石桥，由工程师、承包商爱德华·乔治·赖特（Edward George Wright）建造，于1873年5月完工。赖特获得了509新西兰镑的报酬，另外还有一个单独的工程标。

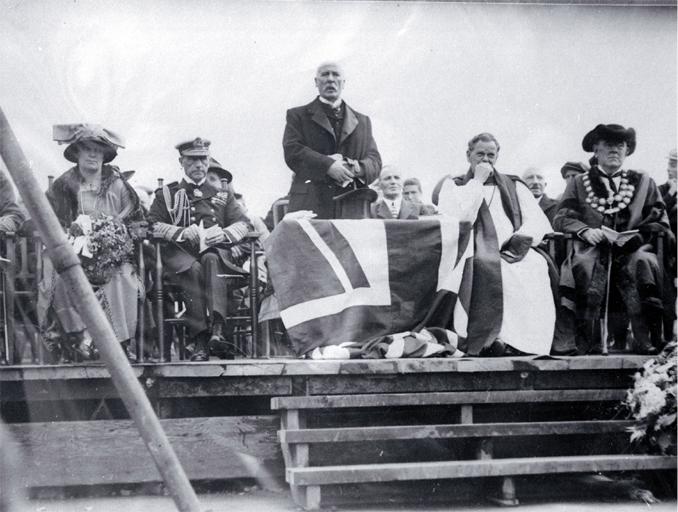
出席开幕式的政要（左起） : 杰利科夫人、新西兰总督约翰·杰利科伯爵、安德鲁·安德森（Andrew Anderson）、丘吉尔·朱利叶斯（Churchill Julius）主教和市长亨利·萨克（Henry Thacker）

第一次世界大战期间，士兵们从军营出发，经过此桥前往火车站参加战争，许多人再也没有回来。1919年7月24日，维恩·欧文夫人（Mrs Wyn Irwin）给《新闻界》（The Press）寄去一封信件，建议在桥上建一座拱门，以纪念牺牲的战士们。这个建议得到了公众的支持。建筑工程于1923年1月23日开始。 1923年4月25日澳新军团纪念日上，新西兰总督、海军上将杰利科伯爵为其奠基，大主教丘吉尔·朱利叶斯做了祈祷。1924年11月11日停战纪念日上，杰利科伯爵为纪念碑揭幕。 
1976年，追忆桥禁止机动车辆通行。1982年1月11日，邻近的卡舍尔街也禁止了车辆通行。1989年、1992年，追忆桥先后进行了两次整修。2011年2月，追忆桥遭到破坏，破坏者在桥上涂鸦。仅仅两周之后，追忆桥的拱门在地震中毁坏。维修和加固的估计费用超过200万新西兰元。基督城市议会最初考虑在拱门周围安装一个临时钢结构，但是由于价格高达430000新西兰元，市议会最终驳回了这个想法。 新西兰回归及服役会（Returned Services' Association）对该决定表示失望，担心强烈余震会完全损毁追忆桥，就像六月余震中利特尔顿报时球站发生的情况一样。追忆桥修复与加固工作于2013年5月开始，最初希望修复工作能够在2014年8月部分完成，以纪念第一次世界大战100周年，并在2015年澳新军团日之前全部完成。但实际上，结构维修在2015年12月才完成，共耗资670万新西兰元。2016年4月25日，追忆桥在澳新军团日重新开放并投入使用。

## 设计

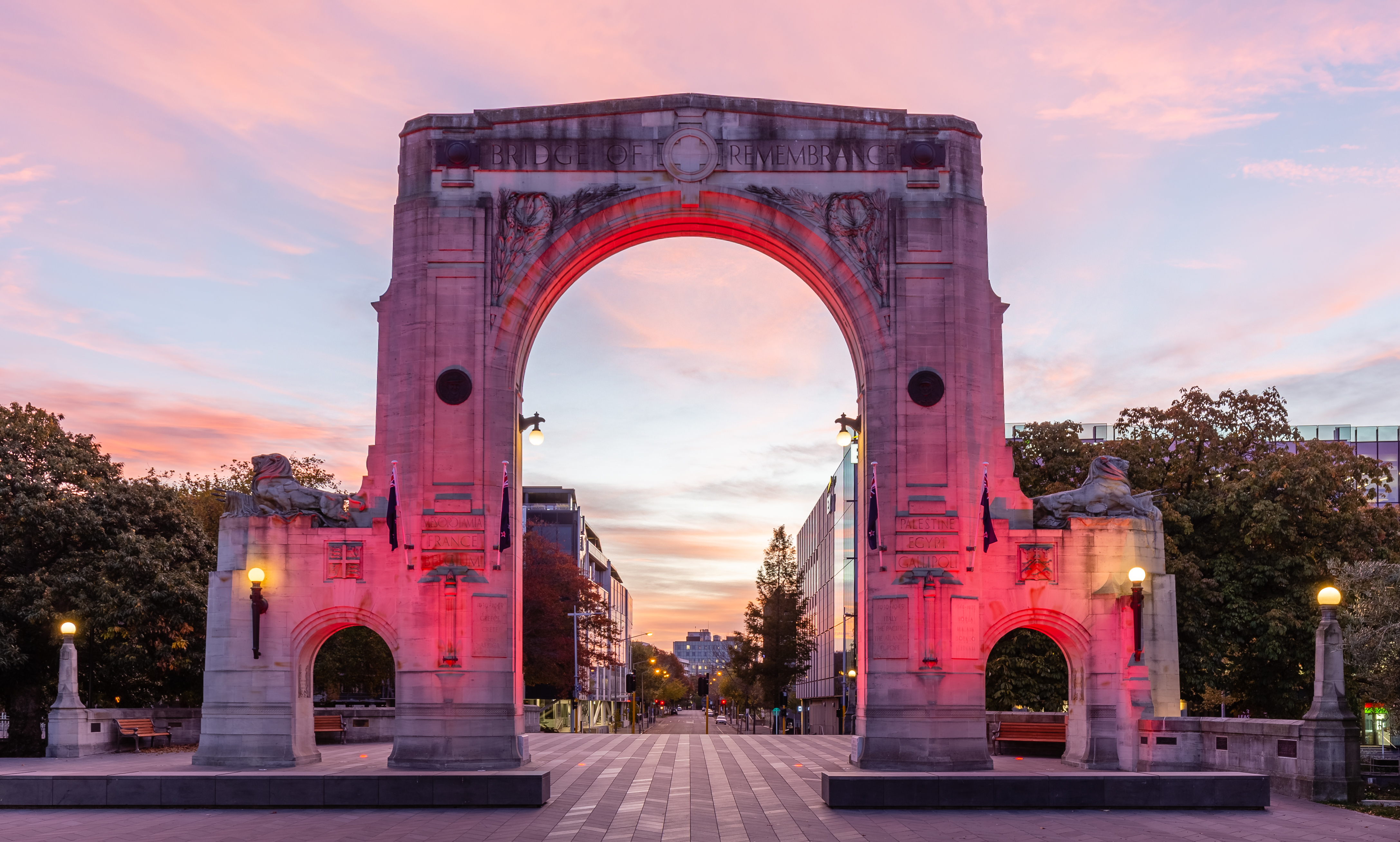
日暮时分的追忆桥

追忆桥共有24组设计方案，最终普鲁斯和甘默公司（Prouse and Gummer）的威廉·甘默的设计方案脱颖而出。 甘默还设计过新西兰其他几个纪念建筑，如达尼丁纪念碑。桥的侧面刻有“Quid non-pro-patria”（“為了祖國，有甚麼事情是不能做的呢？”）。桥上镶嵌着几块纪念碑和一块纪念查尔斯·厄本（Charles Upham）的牌匾，还有十字架、火把、徽章、月桂花环、拉丁文铭文、束册和迷迭香等装饰图形。此外还有弗雷德里克·古恩西雕刻的狮子。

## 文化遗产
1985年4月2日，追忆桥由新西兰历史遗迹机构评定为文化遗产，登记号289。